# 유성구 갑
대전 유성구 갑은 대한민국의 국회의원 선거구이다. 대전광역시 유성구 일부를 관할한다. 현 지역구 국회의원은 더불어민주당의 조승래이다.

## 역사
2016년 대한민국 제20대 국회의원 선거를 앞두고 유성구의 인구 증가로 인해 유성구 선거구가 갑, 을로 분구되면서 신설되었다. 신설 당시 진잠동, 원신흥동, 온천1동, 온천2동, 노은1동을 관할하였으며 나머지 지역은 유성구 을이 되었다.

## 관할 구역
| 대수        | 관할 구역                                                  |
| ----------- | ---------------------------------------------------------- |
| 20대 ~ 현재 | 유성구 진잠동, 온천1동, 온천2동, 노은1동, 원신흥동, 상대동 |

## 역대 국회의원
| 선거   | 정당 | 정당         | 의원   |
| ------ | ---- | ------------ | ------ |
| 2016년 |      | 더불어민주당 | 조승래 |
| 2020년 |      | 더불어민주당 | 조승래 |
| 2024년 |      | 더불어민주당 | 조승래 |

## 역대 선거 결과

### 대한민국 제20대 국회의원 선거
|  | 48.28% |

|  | 33.72% |

|  | 14.49% |

|  | 3.48% |

### 대한민국 제21대 국회의원 선거
|  | 56.52% |

|  | 40.34% |

|  | 2.18% |

|  | 0.55% |

|  | 0.37% |

### 대한민국 제22대 국회의원 선거
|  | 56.77% |

|  | 40.84% |

|  | 2.37% |